# Ron Giteau
Pas d'image ? Cliquez ici

a Compétitions nationales et continentales officielles uniquement.

Ronald Giteau dit Ron Giteau, né le 31 mai 1955, est un ancien joueur au poste de centre de rugby à XIII australien. Il est l'un des botteurs les plus efficaces du Championnat de Nouvelle-Galles du Sud dans les années 1970 et 1980.
Au cours de sa carrière sportive, il connaît trois clubs Western Suburbs, Eastern Suburbs et Canberra où il s'y trouve un prolifique botteur.

## Biographie
Son fils Matt Giteau est international australien de rugby à XV ayant notamment joué au RC Toulon et sa fille Kristy Giteau est internationale australienne de rugby à XV.